# Запізнілий наречений
«Запізнілий наречений» — радянський комедійний художній фільм 1939 року (відновлений 1966 року), знятий режисером Коте Мікаберідзе на Тбіліській кіностудії.

## Сюжет
Сандро, сором'язливий молодий чоловік, ніяк не зважиться розповісти про своє почуття Маро, яка, своєю чергою, серйозно стурбована його дружбою з дівчиною, футбольним тренером. Але виявилося, що справжня пристрасть Сандро не дівчина--тренер, а Грузія кінця 19-го, початку 20-го століття — Дата Туташхіа і все, що з ним пов'язано. А складні взаємини закоханих врешті-решт вирішуються.

## У ролях
- Олександр Оміадзе — Сандро
- Тамара Цицишвілі — Маро
- Цецилія Цуцунава — Єлизавета
- Шота Нозадзе — Шота
- Кіріле Мачарадзе — Кіріле
- Олександр Кваліашвілі — Лука
- Елізбар Імерелі — Елізбар
- Олександр Джагарбеков — епізод
- Вахтанг Нінуа — епізод
- Заал Терішвілі — Ніко
- Читолія Чхеїдзе — Цецилія
- Тамара Берідзе — Тамара
- Давид Брегвадзе — футболіст
- Георгій Качарава — футболіст
- Надія Сірбіладзе — Ліза, дружина Луки
- Георгій Чахава — молодий колгоспник

## Знімальна група
- Режисер — Коте Мікаберідзе
- Сценаристи — Карло Гогодзе, Володимир Карсанідзе
- Оператор — Фелікс Висоцький
- Композитор — Шалва Мшвелідзе
- Художники — Михайло Гоцирідзе, Костянтин Кваліашвілі